# 高知縣公安委員會
高知縣公安委員會（日语：／ Kōchiken kō'an-i'inkai */?）是由高知縣知事所轄，負責管理高知縣警察的行政委員會，由3名委員組成。

## 委員
- 委員長
  - 織田英正
- 委員
  - 山崎實樹助
  - 島田京子

## 下部組織
- 高知縣警察

## 外部連結
- 高知県公安委員会 （页面存档备份，存于）